# Algue d'eau douce
Les algues d'eau douce  sont les algues dont le cycle de vie se déroule dans les eaux douces. Certaines de ces algues supportent de longues périodes d'exondation, c'est-à-dire qu'elles peuvent vivre un certain temps hors de l'eau. Bien moins nombreuses que les algues marines, les algues d'eau douce jouent comme ces dernières un rôle important en tant qu'éléments du phytoplancton (l'une des bases du réseau trophique) et en raison de leur contribution à l'oxygénation de l'eau via la photosynthèse. Ces algues, quand elles sont microscopiques, contribuent à la couleur et à la turbidité de l'eau.
Quelques espèces sont utilisées pour l'alimentation humaine ou font l'objet de recherches pour la chimie verte et la production d'algocarburants. Certaines espèces profitent de l'eutrophisation générale des milieux, et localement de la salinisation. Dans les « milieux passagers » (qui se réchauffent plus vite au soleil) leur cycle de vie peut être accéléré.
L'étude des algues est la phycologie.

## Typologie
Les algues ne constituent pas un groupe monophylétique mais appartiennent à des groupes phylogénétiques différents,.
On distingue généralement les algues macroscopiques, fixées ou libres des algues unicellulaires microscopiques qui font partie du phytoplancton.
Les algues d'eau douce peuvent être :
- des organismes procaryotes : les « algues bleues » ou Cyanobactéries ;
- des eucaryotes :
  - unicellulaires (Euglénophytes, Cryptophytes, Haptophytes, Glaucophytes, etc.) ;
  - pluricellulaires :
    - rarement des « algues rouges » ou Rhodophyta,
    - des Stramenopiles (regroupant notamment les Diatomées et les « algues brunes » ou Phéophycées) ;
    - ou des végétaux relativement proches des plantes terrestres : les « algues vertes »

Leur morphologie est moins variée que chez les algues marines.
Comme toutes les algues et à la différence des plantes supérieures dites vasculaires, elles ne possèdent pas de tissus nettement individualisés.
On appelle souvent à tort « algue » toutes les plantes aquatiques, alors qu'il existe aussi de vraies plantes vasculaires qui vivent sous l'eau, faisant toutefois généralement des fleurs en surface, ce sont notamment des Spermaphytes secondairement retournées à la conquête des eaux douces (Potamogetonacées, Hydrocharitacées, Utriculaires, etc.)
Certaines algues unicellulaires se sont parfaitement adaptées à la vie terrestre, en symbiose avec des mycètes pour former des lichens, ou seules dans des milieux au moins périodiquement humides et jusqu'en milieux extrêmes (Chlamydomonas nivalis vit dans les glaciers et Trentepohlia sp. est responsable des traînées rougeâtres sur le crépi des maisons de l'ouest de la France).
Certaines algues parasitent ou colonisent d'autres organismes ou encore s'intègrent dans une cohabitation symbiotique stabilisée, les lichens ou certaines éponges d'eau douce (ex : Spongilla lacustris).

## Utilisations
(aout 2023).

### Alimentation humaine
La spiruline, micro algue bleue, commercialisée sous forme de gélule comme complément particulièrement riche en protéines, acide γ-linolénique et en vitamines.
Les algues intéressent l'industrie alimentaire par leur capacité à filtrer l'eau et à concentrer ses constituants même en quantité infinitésimale. Cette capacité, qui est à la base des phénomènes biologiques, permet en particulier l'alimentation de chaque organisme vivant. Elle se transforme en inconvénient lorsqu'il s'agit de polluants, qui sont alors de plus en plus concentrés tout au long de la chaîne alimentaire : le plancton consommé par des petits poissons, consommés eux-mêmes par des poissons carnivores, puis par les hommes. À chaque niveau la concentration dans les tissus est de l'ordre de 10, ce qui peut rendre la concentration finale importante, et très supérieure aux normes sanitaires. On parle de concentration dans les chaines alimentaires.

### Guides d'identification des microalgues, macroalgues et cyanophycées
- Guide d'identification des fleurs d'eau de cyanobactéries 3e édition, Québec
- Guide pratique de détermination des algues macroscopiques d'eau douce. Les Éditions d'Irstea Bordeaux, décembre 2014, 175 pages
- De la connaissance des macroalgues, IRSTEA